# Schéma directeur de la région Île-de-France
Le schéma directeur de la région Île-de-France ou SDRIF est un document d'urbanisme et d'aménagement du territoire qui définit une politique à l'échelle de la région Île-de-France. Il vise à contrôler la croissance urbaine et démographique ainsi que l'utilisation de l'espace, tout en garantissant le rayonnement international de la région. Il préconise des actions pour :
- corriger les disparités spatiales, sociales et économiques de la région ;
- coordonner l'offre de déplacement ;
- préserver les zones rurales et naturelles.

L'Île-de-France est la seule région métropolitaine - parce que les SAR (Schémas d'aménagement régionaux) existent en France d'outre-mer - dans laquelle la loi SRU de 2000 a maintenu, à travers le SDRIF, une planification à l'échelle régionale. Les documents locaux d'urbanisme que sont :
- le schéma de cohérence territoriale (SCoT), qui affine ces principes au niveau d'un territoire intercommunal ;
- le plan local d'urbanisme, qui détermine, pour chaque propriété, les règles d'urbanisme ;

doivent définir, à chaque échelle géographique, les modalités de mise en œuvre des orientations du SDRIF.

## Régime juridique du SDRIF

### Élaboration initiale
L'État a élaboré, en 1965, un premier document d'aménagement qui portait alors le nom de « Schéma directeur d'aménagement et d'urbanisme de la région de Paris » (SDAURP). Depuis, il a été révisé plus ou moins régulièrement pour l'adapter aux évolutions de besoins et tirer les enseignements de sa mise en œuvre et a pris le nom de « Schéma directeur de la région Île-de-France » (SDRIF) en 1995.

### Révision
Depuis la réforme de 1995, qui a transféré à la Région d'Île-de-France cette responsabilité, elle élabore en association avec l'État un schéma directeur portant sur l'ensemble de cette région.
La prise en compte des volontés de l'État s'impose d'autant plus que c'est le gouvernement qui ouvre juridiquement, par un décret en Conseil d'État, la révision du SDRIF précédent, et qui approuve la révision du SDRIF.
La réglementation prévoit également que les conseils généraux, le conseil économique, social et environnemental régional, les chambres de commerce, les chambres des métiers et de l'artisanat et les chambres d'agriculture sont consultées lors de l'élaboration de la révision du SDRIF.

### Contenu
Document d’urbanisme d’échelle régionale, le SDRIF s’inscrit dans la hiérarchie des normes d’urbanisme. Il s’impose donc à certains documents, mais doit également respecter différentes dispositions.

#### Dispositions s’imposant au SDRIF
Le SDRIF doit respecter les principes généraux des articles L. 110 et L. 121-1 du code de l’urbanisme (principe d’équilibre, de mixité sociale et fonctionnelle, protection et valorisation de l’environnement), les servitudes d’utilité publique affectant l’utilisation des sols et les dispositions nécessaires à la mise en œuvre de projets d’intérêt général relevant de l’État et d’opérations d’intérêt national.
Il doit également prendre en compte les schémas de services collectifs (enseignement supérieur et recherche, culture, santé, information et communication, énergie, espaces naturels et ruraux, sport) publiés par décret du 18 avril 2002, et être compatible avec les orientations et les mesures des chartes des Parcs naturels régionaux
Si le Gouvernement venait à créer des Directives territoriales d'aménagement (DTA) pour l'Île-de-France, Le SDRIF devrait être rendu compatible avec ces documents.

#### Documents qui doivent être compatibles avec le SDRIF
Les documents de planification et décisions devant être compatibles avec le SDRIF et permettant sa mise en œuvre sont notamment :
- le plan de déplacements urbains d’Île-de-France (PDU);
- le schéma régional des infrastructures et des transports (SRIT), devra respecter les orientations retenues par le SDRIF et le PDU ;
- les schémas de cohérence territoriale (SCoT) et, en leur absence, les plans locaux d’urbanisme (PLU) ou les documents d’urbanisme en tenant lieu (notamment les anciens plans d'occupation des sols), doivent être compatibles avec les dispositions du SDRIF qui produit les mêmes effets qu’une DTA ;
- les décisions d’agrément pour la construction et l’extension de locaux ou installations affectés à des activités industrielles, commerciales, professionnelles, techniques, d’enseignement ou de recherche.

### Rôle
Le SDRIF « détermine notamment la destination générale de différentes parties du territoire, les moyens de protection et de mise en valeur de l'environnement, la localisation des grandes infrastructures de transport et des grands équipements. Il détermine également la localisation préférentielle des extensions urbaines, ainsi que des activités industrielles, artisanales, agricoles, forestières et touristiques. »

### Investissements nécessaires à la mise en œuvre
La réalisation concrète des objectifs du SDRIF passe par le contrat de plan État-région et les contrats région-département qui en établissent la programmation et en assurent le financement. Ainsi c'est le contrat de plan État-région 2000-2006 qui a pris en charge la réalisation d'une partie des objectifs du SDRIF de 1994.

## Organisation
Le SDRIF de 1994 contenait :
- un rapport qui définit des orientations relatives à l'utilisation du sol (emplacements pour des programmes de logements, préservation des espaces boisés...) et au développement des infrastructures.
- une carte au 1/150 000e qui précise le périmètre des orientations définies dans le rapport.
- une annexe qui reprend les orientations du rapport, présentées pour chaque département.

Le SDRIF de 2013 comprend les documents suivants :
- 1. Ile-de-France 2030 - Vision régionale (préambule) ;
- 2. Ile-de-France 2030 - Défis, projet spatial régional et objectifs ;
- 3. Ile-de-France 2030 - Orientations réglementaires et carte de destination générale des différentes parties du territoire ;
- 4. Ile-de-France 2030 - Évaluation environnementale ;
- 5. Ile-de-France 2030 - Propositions pour la mise en œuvre du SDRIF (annexe) ;
- 6. Ile-de-France 2030 - Synthèse (annexe).

## Histoire
Chacun des plans d'aménagement successifs a développé une approche polycentrique de la région parisienne adaptée à la situation économique et sociale de l'époque.
Jusqu'à la réforme de 1995, le Schéma régional était élaboré sous l'autorité directe de l'État. Il l'est désormais par la Région, mais l'État conserve de nombreux moyens pour faire prévaloir ses volontés.
- 1934 : L'architecte Henri Prost propose un premier plan d'aménagement de la région Parisienne au 1/50000. On retrouve déjà les grands principes des SDRIF successifs : communication radiale et orbitale, zone protégée, zone urbanisable…
- 1939 : Plan d'aménagement de la région Parisienne (PARP).
- 1960 : le Plan d'aménagement et d'organisation générale (PADOG) prévoit de développer des villes situées à la périphérie de l'agglomération parisienne.
- 1965 : le Schéma directeur d'aménagement et d'urbanisme de la région de Paris (SDAURP), qui suit la création de l'Institut d'aménagement et d'urbanisme de la région d'Île-de-France, est adopté sous la direction du Délégué général au District de la région de Paris Paul Delouvrier. Le SDAURP lance les projets de villes nouvelles, de réseau express régional (RER) et d'autoroutes de banlieue afin de canaliser la croissance rapide de l'agglomération parisienne. On prévoit alors que la région comptera 14 millions d'habitants en l'an 2000.
- 1976 : le Schéma directeur d'aménagement et d'urbanisme de la région Île-de-France (SDAURIF) révise à la baisse les objectifs du SDAURP de 1965 en période de crise économique.
- 1994 : le SDRIF prend en compte la protection des espaces naturels. Le SDRIF poursuit l'approche multipolaire des plans précédents en établissant une hiérarchie entre des centres d'importances différentes.

Concernant les transports, le SDRIF préconise le renforcement des tangentielles routières (bouclage de l'A86, création de voiries souterraines payantes à Paris comme les projets LASER et MUSE qui ne verront pas le jour) et de radiales de transport en commun structurés en trois niveaux hiérarchisés : un réseau principal constitué d’infrastructures à grand gabarit (EOLE, METEOR et ESOPE entre la gare Montparnasse à la gare Saint-Lazare) ; un réseau de métro étendu, comportant une rocade nouvelle en proche couronne (ORBITAL) ; un réseau complémentaire de transport en site propre (tramway, lignes de bus en sites protégés). Toutefois, plusieurs projets comme ORBITAL seront abandonnés et la faiblesse des crédits différera au CPER 2000-2006 la plupart des projets en raison d'une insuffisance de concertations, une sous-estimation des difficultés à réaliser des transports en site propre et une prise en compte insuffisante des objectifs de développement durable. Le réseau RER a été étendu — RER A à Cergy Le Haut, RER B à CDG 2, RER C à Pontoise, interconnexion du  RER D, mise en service du RER E — mais le prolongement du RER B à Dammartin et la création du RER F (ESOPE) n’ont pas été engagés. En 2005, les tangentielles sont au CPER 2000-2006 mais ne sont pas encore réellement engagées.
- 1995 : la loi du 4 février 1995 d'orientation pour l'aménagement et le développement du territoire du 4 février 1995 confie au Conseil régional d'Île-de-France la compétence d'élaboration du schéma directeur régional, en association avec l'État.
- 24 juin 2004 : délibération du conseil régional pour l’ouverture de la mise en révision du SDRIF
- 2005-2007 : début du processus de révision du SDRIF :
  - 31 août 2005 : décret no 2005-1082 ouvrant la procédure de révision du SDRIF
  - 13 septembre 2005 : mandat du Gouvernement au préfet de région pour la révision du SDRIF
  - 15 novembre 2006 : présentation de l'avant projet de SDRIF[5]
  - février 2007: Présentation du projet.
  - Le projet de SDRIF révisé a été arrêté par le Conseil régional le 15 février 2007.
  - Le 26 juin 2007, les chambres de commerce franciliennes ont émis un avis consultatif négatif sur le projet de SDRIF, critiquant notamment le fait qu'il ne fasse pas une priorité du développement du secteur de La Défense (au profit d'un rééquilibrage régional), qu'il donne la priorité aux transports en commun sur le renforcement des infrastructures routières, ou les réticences sur le projet CDG Express[6].
 Le même jour à Roissy, le président Nicolas Sarkozy a pris position pour la création d'un « Grand Paris », sorte de communauté urbaine englobant Paris et sa petite couronne, projet auquel la Région est opposée ; M. Sarkozy a plaidé aussi pour la liaison CDG Express et le projet métrophérique, sans toutefois évoquer son financement[7].
  - Des avis ont été rendus par les 8 conseils généraux d'Île-de-France, par les organismes consulaires, par le Conseil économique et social régional, et par le ministre chargé de l'environnement. Outre ces avis, un avis du ministère de l'équipement, non prévu par la procédure, a été joint au dossier d'enquête publique.
  - Du 15 octobre au 8 décembre 2007 s'est déroulée l'enquête publique. Une des plus vastes jamais menées, elle s'est déroulée sans incident notable sur 187 lieux d'enquête, dont 161 lieux de permanence. La commission d'enquête, forte de 19 membres, était menée par Jean-Pierre Cholet[8].
- La commission d'enquête a rendu son rapport le 11 juin 2008, qui comprend pas moins de 650 pages (plus les annexes). Un avis favorable a été émis à l'unanimité, assorti de 5 réserves (qui devront être levées) et de 15 recommandations[9].
- Le projet de SDRIF, amendé par la Région en fonction du rapport de la commission d'enquête, a été définitivement adopté par le Conseil régional d'Île-de-France le 25 septembre 2008[10].
- Après un déjeuner de travail le 10 juin 2010 avec Nicolas Sarkozy et Christian Blanc, Jean-Paul Huchon révèle que le projet de SDRIF a été transmis au Conseil d'État, qui doit rendre un avis (non nécessairement public). Le projet doit ensuite être approuvé par décret en Conseil d'État.
- Le 7 septembre 2011, lors d'une communication en Conseil des ministres sur la mise en œuvre du projet de Grand Paris, le ministre de la Ville annonce qu'un nouveau schéma directeur pour la région Île-de-France, intégrant les orientations de la loi sur le Grand Paris, sera approuvé avant la fin 2013[11].
- Le 25 octobre 2012, une nouvelle version du SDRIF a été adoptée par le conseil régional d'Île-de-France. Cette version, dénommée Objectif : Île-de-France 2030 est disponible sur le site officiel de la région[12]. Il est présenté par Jean-Paul Huchon comme un outil de transition écologique[13], plus dense, plus vert, devant faciliter les déplacements moins polluants et mieux articulés (multimodalité), soutenant l'agriculture de proximité et le petit commerce urbain. Il vise la construction de 70 000 logements par an (dont 30 % sociaux) et la création de 28 000 emplois par an, et ambitionne de donner la priorité aux transports en commun sur la voiture individuelle, sous réserve de la réalisation du Grand Paris Express constituant un métro automatique en rocade (200 km de voies et 72 nouvelles gares)[13].
- Après recueil d'avis divers, il a fait l'objet d'une enquête publique au cours du printemps 2013. Le rapport de la commission d’enquête, présidée par Francois Nau a été remis au vice-président de la Région chargé de l'Aménagement du territoire Alain Amédro le 7 septembre 2013. La commission d’enquête a rendu un avis favorable assorti de 3 réserves et 15 recommandations.
- Le 18 octobre 2013, le SDRIF a été adopté par le conseil régional d'Île-de-France[14].
- Le 27 décembre 2013, le SDRIF a été approuvé par décret après avis du Conseil d'État[15] publié au Journal Officiel daté du 28 décembre 2013. Il est d'ores et déjà opposable aux documents d'urbanismes communaux ou intercommunaux.
- Le texte intégral du SDRIF approuvé est disponible en ligne sur le site Internet de la Région Île-de-France[16]. Ses contenus sont par ailleurs accessibles de manière ludique sur la carte interactive de l'Île-de-France 2030[17].
- Le 17 novembre 2021, le conseil régional délibère pour organiser la révision du SDRIF, afin de le transformer en SDRIF-environnemental destiné à permettre une « croissance durable, équitablement partagée et territorialement  solidaire, avec la préservation du cadre de vie des Franciliens[18] »[19].